# Spechbach-le-Haut
Spechbach-le-Haut (deutsch Oberspechbach, elsässisch Owerspachbi) ist eine ehemalige französische Gemeinde mit 676 Einwohnern (Stand: 1. Januar 2020) im Département Haut-Rhin in der Region Grand Est (bis 2015 Elsass). Sie gehörte zum Arrondissement Altkirch. Die Bewohner werden Spechbachois und Spechbachoises genannt.
Der Erlass des Präfekten vom 19. November 2015 legte mit Wirkung zum 1. Januar 2016 die Eingliederung von Spechbach-le-Haut als Commune déléguée zusammen mit der früheren Gemeinde Spechbach-le-Bas zur neuen Commune nouvelle Spechbach fest.

## Geografie
Spechbach-le-Haut liegt im Sundgau im Oberelsass, etwa sieben Kilometer nordnordwestlich von Altkirch und 12 Kilometer südwestlich von Mülhausen. Das Ortsgebiet wird vom Krebsbach durchströmt, in den der Spechbach mündet.
Umgeben wird Spechbach-le-Haut von den Nachbargemeinden und der Commune déléguée:
|               | Galfingue                                   |                                     |
| Bernwiller    | Kompassrose, die auf Nachbargemeinden zeigt | Illfurth                            |
| Saint-Bernard |                                             | Spechbach-le-Bas (Commune déléguée) |

## Geschichte
Oberspechbach scheint in ältester Zeit mit Niederspechbach als Dorf Spechbach (1271 Spehbach) vereint gewesen zu sein, denn Ober- und das Nachbardorf Niederspechbach wurden erstmals 1420 bzw. 1452 urkundlich erwähnt. Um 1170 erscheint in den Urkunden ein den Ortsnamen führender Adliger. Das Kloster Sankt Morand in Altkirch besaß hier einen Dinghof, der Sitz des Berufungsgerichts für die 12 Dinghöfe des Klosters im Sundgau war.
Bis 1324 gehörte der Ort zur Grafschaft Pfirt und kam dann durch die Heirat der Johanna von Pfirt mit Herzog Albrecht II. von Österreich an Habsburg. Es gehörte zum Meiertum Burnhaupt in der Herrschaft Thann. Im Westfälischen Frieden 1648 ging der Ort mit dem ganzen elsässischen Besitz der Habsburger an die französische Krone. Durch den Frankfurter Frieden vom 10. Mai 1871 kam das Gebiet an das deutsche Reichsland Elsaß-Lothringen, und das Dorf wurde dem Kreis Altkirch im Bezirk Oberelsass zugeordnet. Nach dem Ersten Weltkrieg musste die Region aufgrund der Bestimmungen des Versailler Vertrags 1919 an Frankreich zurückgegeben werden. Im Zweiten Weltkrieg war das Gebiet von der deutschen Wehrmacht besetzt, und das Dorf stand bis 1944 unter deutscher Verwaltung.
Auf der Gemarkung standen früher zwei Schlösser. Eines der Schlösser verkaufte 1271 Graf Ulrich II. von Pfirt an den Baseler Bischof Heinrich III. und erhielt es als Lehen zurück. Die Burgstelle befindet sich zwischen Ober- und Niederspechbach nordwestlich des Friedhofs von Niederspechbach in einem kleinen Gehölz am Krebsbach. Zwischen Illfurth, Galfingen und Oberspechbach befand sich das im Dreißigjährigen Krieg zerstörte Dorf Dornhausen (Turnhusen).
Der Krebsbach, der auch das Dorf Niederspechbach durchfließt, ist früher als Spechbach bezeichnet worden. Die Dorfbewohner betrieben Getreide- und Futterpflanzenbau sowie Viehzucht.

## Bevölkerungsentwicklung
| Spechbach-le-Haut: Einwohnerzahlen von 1793 bis 2020                                                                       | Spechbach-le-Haut: Einwohnerzahlen von 1793 bis 2020 | Spechbach-le-Haut: Einwohnerzahlen von 1793 bis 2020 | Spechbach-le-Haut: Einwohnerzahlen von 1793 bis 2020 | Spechbach-le-Haut: Einwohnerzahlen von 1793 bis 2020 |
| --- | ---------------------------------------------------- | ---------------------------------------------------- | ---------------------------------------------------- | ---------------------------------------------------- |
| Jahr |                                                      |                                                      |                                                      | Einwohner                                            |
| 1793 | 1793                                                 |                                                      | 329                                                  | 329                                                  |
| 1800 | 1800                                                 |                                                      | 322                                                  | 322                                                  |
| 1806 | 1806                                                 |                                                      | 356                                                  | 356                                                  |
| 1821 | 1821                                                 |                                                      | 375                                                  | 375                                                  |
| 1831 | 1831                                                 |                                                      | 414                                                  | 414                                                  |
| 1836 | 1836                                                 |                                                      | 397                                                  | 397                                                  |
| 1841 | 1841                                                 |                                                      | 374                                                  | 374                                                  |
| 1846 | 1846                                                 |                                                      | 420                                                  | 420                                                  |
| 1851 | 1851                                                 |                                                      | 441                                                  | 441                                                  |
| 1856 | 1856                                                 |                                                      | 403                                                  | 403                                                  |
| 1861 | 1861                                                 |                                                      | 413                                                  | 413                                                  |
| 1866 | 1866                                                 |                                                      | 415                                                  | 415                                                  |
| 1872 | 1872                                                 |                                                      | 417                                                  | 417                                                  |
| 1876 | 1876                                                 |                                                      | 402                                                  | 402                                                  |
| 1881 | 1881                                                 |                                                      | 419                                                  | 419                                                  |
| 1886 | 1886                                                 |                                                      | 444                                                  | 444                                                  |
| 1891 | 1891                                                 |                                                      | 419                                                  | 419                                                  |
| 1896 | 1896                                                 |                                                      | 403                                                  | 403                                                  |
| 1901 | 1901                                                 |                                                      | 378                                                  | 378                                                  |
| 1906 | 1906                                                 |                                                      | 356                                                  | 356                                                  |
| 1911 | 1911                                                 |                                                      | 375                                                  | 375                                                  |
| 1921 | 1921                                                 |                                                      | 318                                                  | 318                                                  |
| 1926 | 1926                                                 |                                                      | 311                                                  | 311                                                  |
| 1931 | 1931                                                 |                                                      | 324                                                  | 324                                                  |
| 1936 | 1936                                                 |                                                      | 330                                                  | 330                                                  |
| 1946 | 1946                                                 |                                                      | 320                                                  | 320                                                  |
| 1954 | 1954                                                 |                                                      | 302                                                  | 302                                                  |
| 1962 | 1962                                                 |                                                      | 291                                                  | 291                                                  |
| 1968 | 1968                                                 |                                                      | 302                                                  | 302                                                  |
| 1975 | 1975                                                 |                                                      | 327                                                  | 327                                                  |
| 1982 | 1982                                                 |                                                      | 421                                                  | 421                                                  |
| 1990 | 1990                                                 |                                                      | 512                                                  | 512                                                  |
| 1999 | 1999                                                 |                                                      | 618                                                  | 618                                                  |
| 2006 | 2006                                                 |                                                      | 622                                                  | 622                                                  |
| 2013 | 2013                                                 |                                                      | 642                                                  | 642                                                  |
| 2020 | 2020                                                 |                                                      | 676                                                  | 676                                                  |
| Quelle(n): EHESS/Cassini bis 1999, INSEE ab 2006 Anmerkung(en): Ab 1962 offizielle Zahlen ohne Einwohner mit Zweitwohnsitz |                                                      |                                                      |                                                      |                                                      |

## Sehenswürdigkeiten

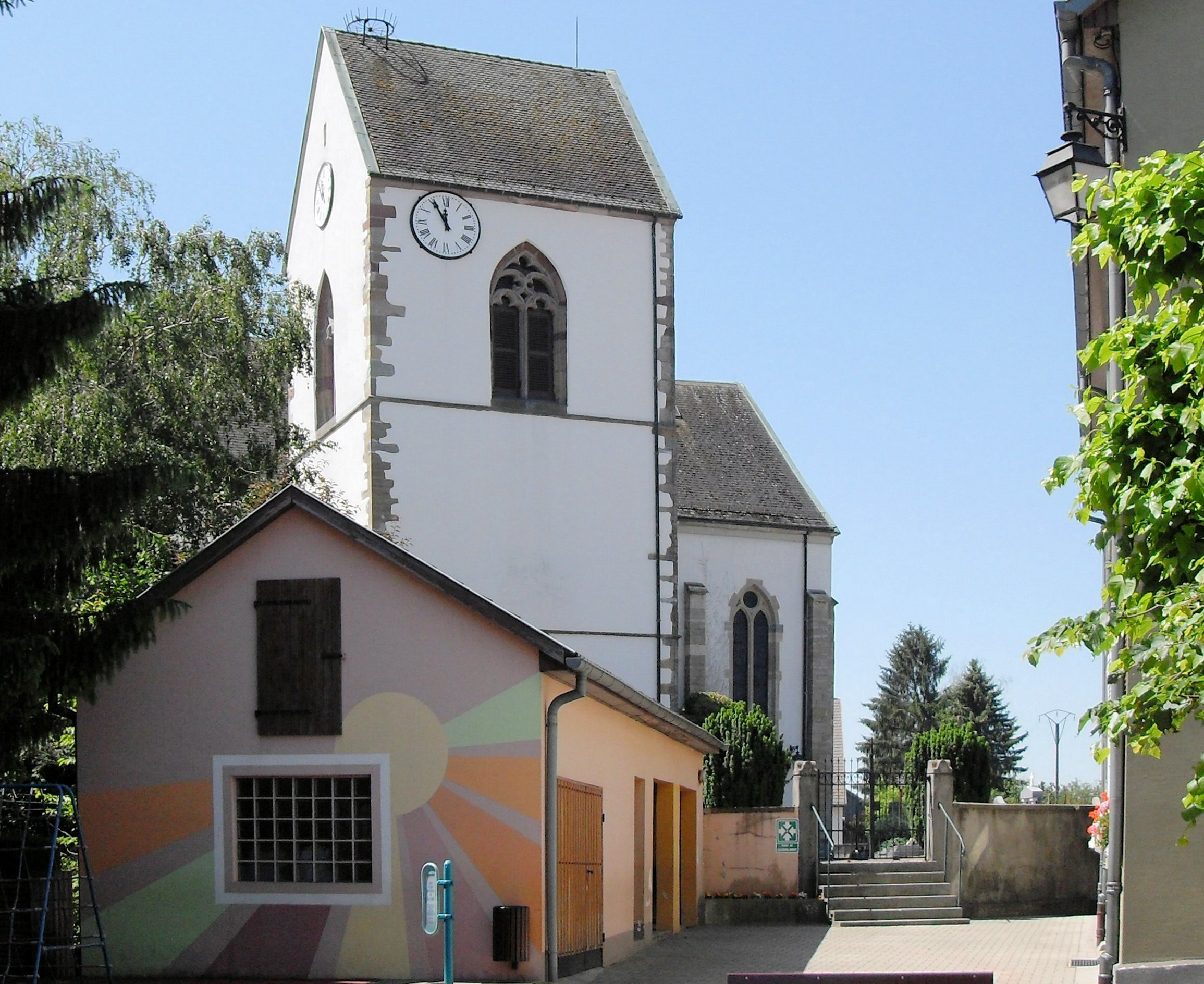
Pfarrkirche Saint-Martin

Eine Kirche wird 1302 und 1441 erwähnt. 1452 wird in Spechbach-le-Haut eine Kapelle zu Ehren der Heiligen Margarete erwähnt. Die mittelalterliche Kirche, von der noch der Glockenturm übrig ist, wurde im 19. Jahrhundert abgerissen und 1860 durch die heutige neugotische Pfarrkirche Saint-Martin ersetzt, die 1862 fertiggestellt wurde. Der Turm stammt laut Kraus aus dem 13. Jahrhundert, das Gewölbe wurde später errichtet, im 14. oder 15. Jahrhundert. Am Fuß des Glockenturms, der früher als Chor der Kirche diente, wurde 1927 eine Kapelle errichtet, in der seitdem die Wallfahrtskirche Notre-Dame-de-la-Forêt-Noire untergebracht ist. Im Ersten Weltkrieg wurde die Kirche beschädigt. Die Kirche birgt zahlreiche Ausstattungsgegenstände, die in der Base Palissy gelistet sind.
Das Pfarrhaus wurde 1786 errichtet (Architekt Jean Baptiste Kléber). Das Bürgermeisteramt (Mairie) wurde 1905 erbaut in den historisierenden Formen der Reichslandzeit.

## Persönlichkeiten
- Joseph Silbermann (1875–1955), französischer Politiker, geboren und verstorben in Spechbach-le-Haut